# Шемякино (станция)
Шемя́кино — железнодорожная станция Киевского направления Московской железной дороги в деревне Шемякино Малоярославецкого района Калужской области. До 1916 года этот железнодорожный пункт был известен как полустанок Оболенское.

## Платформы

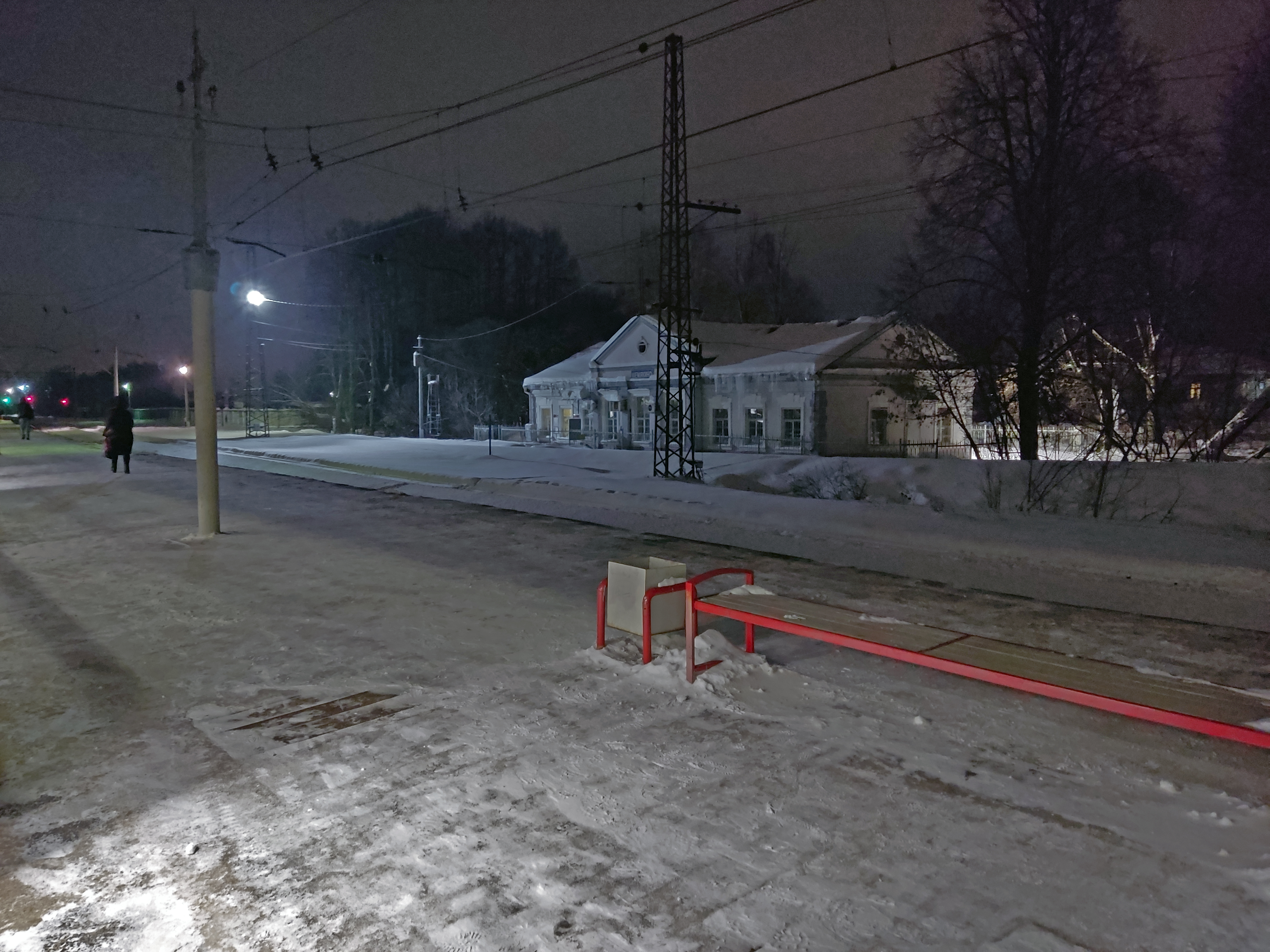
Железнодорожная станция Шемякино

На станции имеется одна посадочная платформа. Первый путь предназначен для электропоездов до Малоярославца и Калуги, второй — для электропоездов в сторону Москвы.